# 이응 (수호전)
이응(중국어 정체자: 李應 리잉[*])은 중국의 사대기서 중 하나인 《수호전》에 등장하는 인물로, 108성 중 11위이자 천강성(天罡星)의 천부성(天富星)에 해당한다. 별호는 박천조(撲天鵰)로 하늘로 날아오르는 독수리를 뜻하며, 이는 점강창의 명수이자 등에 감춘 비도를 사용하면 100보 떨어진 곳에서도 사람을 맞히는 비도 솜씨에서 유래했다.
운주의 독룡강 삼가장 중 하나인 이가장(李家莊)이라는 마을의 주인으로 장원을 가지고 있었고, 인품이 뛰어난 인물이다. 억지 수법으로 양산박에 입산된 후에도 시진과 나란히 금전과 군량, 마초 관리 책임자라는 높은 직책을 맡아 전장에서 무예 솜씨를 보여주기보다는 후방에서 지원을 맡는 경우가 많다. 같은 양산박의 두령인 일장청 호삼랑과는 인척 관계에 해당한다.

## 생애
독룡강의 마을 삼가장 중 하나인 이가장을 관리하고 있었는데, 양산박 등 산적들의 거처가 가까워 인척 관계에 있는 인접한 축가장, 호가장과 동맹을 맺고 세 마을은 유사시 서로 돕기로 약속했었다. 어느 날 부하 두흥을 동반하여 양웅·석수가 그들의 동료 시천이 축가장에 사로잡히자 이응에게 중개를 타진해 달라고 내방하였다. 이에 응한 이응은 축가장의 주인인 축조봉에게 편지를 보냈으나 축조봉의 아들이자 축씨 형제의 막내인 축표에 의해 편지가 찢어지고 이응이 직접 나섰으나 축표에게 화살을 맞고 팔을 다쳤다. 양웅, 석수 등은 이응의 몸을 걱정해 이가장에서 물러난다. 그 후 양웅과 석수는 양산박에 원군을 요청한다. 이것이 계기가 되어 양산박과 축가장의 항쟁이 발발하는데, 이응은 산적의 동료로 여겨질까 두려워 저택으로 돌아와 중립을 유지하였다. 그런데 축가장과 양산박의 싸움이 끝나자 부윤과 순검이 함께 나타나 양산박에 내통하였다고 하여 이응은 두흥과 함께 체포되었다. 실은 이는 두 사람을 양산박에 데려가려는 오용의 계략으로, 부윤 일행은 양산박 일당인 배선 등이 변장한 것이며, 두 사람이 끌려나와 있는 동안 저택은 불태워지고 일족들도 이미 양산박에 데려갔기 때문에 마지못해 양산박으로 몸을 실었다.
양산박 입산 후에는 기병을 이끌고 전선에서 싸웠으며, 화주 공격이나 북경 대명부 공격에서는 칙사의 호위관이나 나그네로 변장하여 공략에 도움을 주었다. 108명이 양산박에 모인 후에는, 시진과 함께 금전과 식량의 관리를 담당하는 간부가 된다. 양산박이 조정으로 귀순한 후 각지 전투에서는 수비대나 보급대 등을 지휘하여 전선에 나서는 경우가 적었으나 방랍 토벌전에서는 두흥과 함께 유격대를 지휘하고 목주 공격에서 적장인 오응성을 특기인 비도로 죽여 무예에도 뛰어난 면모를 보였다.
개선 후, 중산부 도통제에 임명된다. 반년 정도 이를 맡다가 시진 등이 관직을 사임한 것을 알고 이응도 병이 났다 하며 두흥과 함께 독룡강으로 돌아간다. 이후 부자가 되어 천수를 다했다.

## 대중 문화
영상 매체에서 이응을 연기한 배우는 다음과 같다.
- 장궈웨이: 드라마 《수호전》(1998)
- 바이젠차이: 드라마  《수호전》(2011)